# Rosaline Elbay
Rosaline Elbay (en árabe: روزالين البيه‎) es una actriz y escritora egipcia, conocida por sus papeles de Amani en la serie Ramy de Hulu / A24 Films y de Sara en la serie Qabeel de MBC Masr.

## Biografía
Elbay nació en El Cairo de padres turco-egipcios. Leyó estudios clásicos en la Universidad de Oxford y completó una maestría en Historia Colonial. Luego estudió en el Actors Studio New York City con Elizabeth Kemp y obtuvo su Máster en Bellas Artes en actuación del LAMDA.

## Carrera
En 2018, protagonizó Diamond Dust, la adaptación cinematográfica de la novela más vendida de Ahmed Mourad, y Fork & Knife, que se estrenó en el Festival de Cine de El Gouna 2018. También participó en el video musical "Fakra " de Massar Egbari, una banda egipcia que saltó a la fama durante la Revolución Egipcia de 2011, como el interés amoroso del cantante Hany Dakkak.
Desde 2019, ha interpretado a Amani en la serie Ramy de Hulu / A24 Films, el programa homónimo de Ramy Youssef ganador del Globo de Oro y el Peabody, que sigue a un musulmán estadounidense de primera generación en un viaje espiritual en su vecindario políticamente dividido. La serie se estrenó en el Festival de Cine South by Southwest 2019 y tiene un índice de aprobación del 97% en Rotten Tomatoes. La segunda temporada, coprotagonizada por Mahershala Ali, se estrenó en mayo de 2020.
También en 2019, recibió elogios de la crítica por su debut televisivo en la región MENA como Sara, la compañera del protagonista Tarek ( Mohamed Mamdouh ), en Qabeel de MBC Masr, y ganó el premio Al-Wafd Critics 'Choice Award como Mejor Actriz de Reparto.
Fue presentadora de la ceremonia de apertura del Festival de Cine de El Gouna 2019, durante la cual lució un vestido hecho de plástico reciclado que fue trabajado a mano por mujeres refugiadas patrocinadas por ACNUR. Desde entonces, ha continuado abogando por la organización, participando en la primera mesa redonda de la región MENA sobre el papel del arte y la cultura en el abordaje del desplazamiento.
El Festival Internacional de Cine de El Cairo la nombró su rostro para los jóvenes cineastas durante sus ediciones 40 y 41. Su guion, "Garlic", fue desarrollado en el Taller de Desarrollo de TV del Festival.
Se esperaba que Elbay sería la protagonista de la serie de MBC Masr, Luebat Al-Nesyan, dirigida por Hani Khalifa. Sin embargo, dejó el programa en mitad de la filmación por razones de salud y su papel se volvió a filmar con Asmaa Galal.

## Premios y nominaciones
Recibió el premio Al-Wafd Critics 'Choice Award 2019 a la mejor actriz de reparto por su papel en Qabeel.

## Filmografía

### Cine
| Año  | Título       | Rol           | Notas        |
| ---- | ------------ | ------------- | ------------ |
| 2018 | Fork & Knife |               | Protagonista |
| 2018 | Diamond Dust | Tona's Mother | Protagonista |

### Televisión
| Año           | Título           | Rol          | Notas                |
| ------------- | ---------------- | ------------ | -------------------- |
| 2019          | Qabeel           | Sara         | Protagonista         |
| 2020          | Luebet Al Nesyan |              | Protagonista         |
| 2023          | Caleidoscopio    | Judy Goodwin | Protagonista         |
| 2019–presente | Ramy             | Amani        | Personaje recurrente |